# Palthis auca
Palthis auca är en fjärilsart som beskrevs av Heinrich Benno Möschler 1880. Palthis auca ingår i släktet Palthis och familjen nattflyn. Inga underarter finns listade i Catalogue of Life.